# Welgesheim
Welgesheim ist eine Ortsgemeinde im Landkreis Mainz-Bingen in Rheinland-Pfalz. Sie gehört der Verbandsgemeinde Sprendlingen-Gensingen an, die ihren Verwaltungssitz in der Gemeinde Sprendlingen hat.

## Geographie
Welgesheim liegt in Rheinhessen zwischen Mainz und Bad Kreuznach.

## Geschichte
Welgesheim liegt an der Stelle, an der früher die alte Heerstraße den Wiesbach überquerte. Bei Ausschachtungsarbeiten wurden mehrere Grabstätten freigelegt, die auf eine römische Siedlung auf dem Boden der heutigen Gemarkung schließen lassen. Der Ort „Wellingesheim“ selbst wird erstmals im Jahr 770 im Lorscher Codex urkundlich erwähnt. Im Jahre 874 erscheint es unter dem Namen „Willengisheim“ und 1178 als „Wellengesheim“. Unter seinem heutigen Namen erscheint es um das Jahr 1194, als Werner von Bolanden den Kirchenschatz zu Welgesheim als Lehen von dem Grafen Lon erhielt. Später gehörte Welgesheim zum Herrschaftsbereich der Pfalzgrafen bei Rhein, bei denen der Ort bis Ende des 18. Jahrhunderts verblieb. Unter Napoléon Bonaparte gehörte Welgesheim im Département du Mont-Tonnerre (Donnersberg) von 1801 bis 1814 zu Frankreich mit den entsprechenden Gesetzen wie z. B. dem Code civil. Infolge des Wiener Kongress (1815) wurden die späteren rheinhessischen Gebiete Hessen-Darmstadt zugesprochen. Damit gehörte Welgesheim zum Großherzogtum Hessen, welches vom bayrischen Rheinkreis (Pfalz) im Süden, dem preußischen Regierungsbezirk Koblenz im Westen und dem Herzogtum Nassau im Norden umgeben war. Dies war einhundert Jahre der Fall, bis im Zuge der Niederlage Deutschlands im Ersten Weltkrieg das Großherzogtum Hessen aufgelöst wurde. Ab da gehörte die Provinz Rheinhessen zum Volksstaat Hessen, der bis 1945 bestand. Nach dem Zweiten Weltkrieg kam Welgesheim 1946 zum damals neu gebildeten Land Rheinland-Pfalz, zu dem es noch heute, im Landkreis Mainz-Bingen liegend, gehört.

## Politik

### Gemeinderat
Der Gemeinderat in Welgesheim besteht aus zwölf Ratsmitgliedern, die bei der Kommunalwahl am 9. Juni 2024 erneut in einer Mehrheitswahl gewählt wurden, und dem ehrenamtlichen Ortsbürgermeister als Vorsitzendem. Bis zur Wahl 2009 wurden die Ratsmitglieder in einer personalisierten Verhältniswahl gewählt.
Die Sitzverteilung im Gemeinderat:
| Wahl | SPD               | CDU               | FWG               | Gesamt   |
| ---- | ----------------- | ----------------- | ----------------- | -------- |
| 2024 | per Mehrheitswahl | per Mehrheitswahl | per Mehrheitswahl | 12 Sitze |
| 2019 | per Mehrheitswahl | per Mehrheitswahl | per Mehrheitswahl | 12 Sitze |
| 2014 | per Mehrheitswahl | per Mehrheitswahl | per Mehrheitswahl | 12 Sitze |
| 2009 | 2                 | 6                 | 4                 | 12 Sitze |
| 2004 | 2                 | 3                 | 7                 | 12 Sitze |

### Bürgermeister
Michael Leisenheimer wurde 2004 Ortsbürgermeister von Welgesheim. Bei der Direktwahl am 26. Mai 2019 wurde er mit einem Stimmenanteil von 88,46 Prozent und bei der Direktwahl am 9. Juni 2024 als einziger Bewerber mit 88,5 % für jeweils weitere fünf Jahre in seinem Amt bestätigt.

### Wappen
Die Wappenbeschreibung lautet: „In Gold ein schräg gelagerter schwarzer Pfeil, links oben eine blaue Lilienkrone.“

## Sonstiges in der Gemeinde

### Musik
Neben der Welgesheimer Musik- und Gesangsgruppe „Alle für Alle“ 1997 e. V. gibt es auch noch einzelne Gitarrenspieler.

### Bauwerke
Welgesheim hat drei Heiligenhäuschen, ein Denkmal, eine ev. und eine kath. Kirche.
Siehe auch: Liste der Kulturdenkmäler in Welgesheim

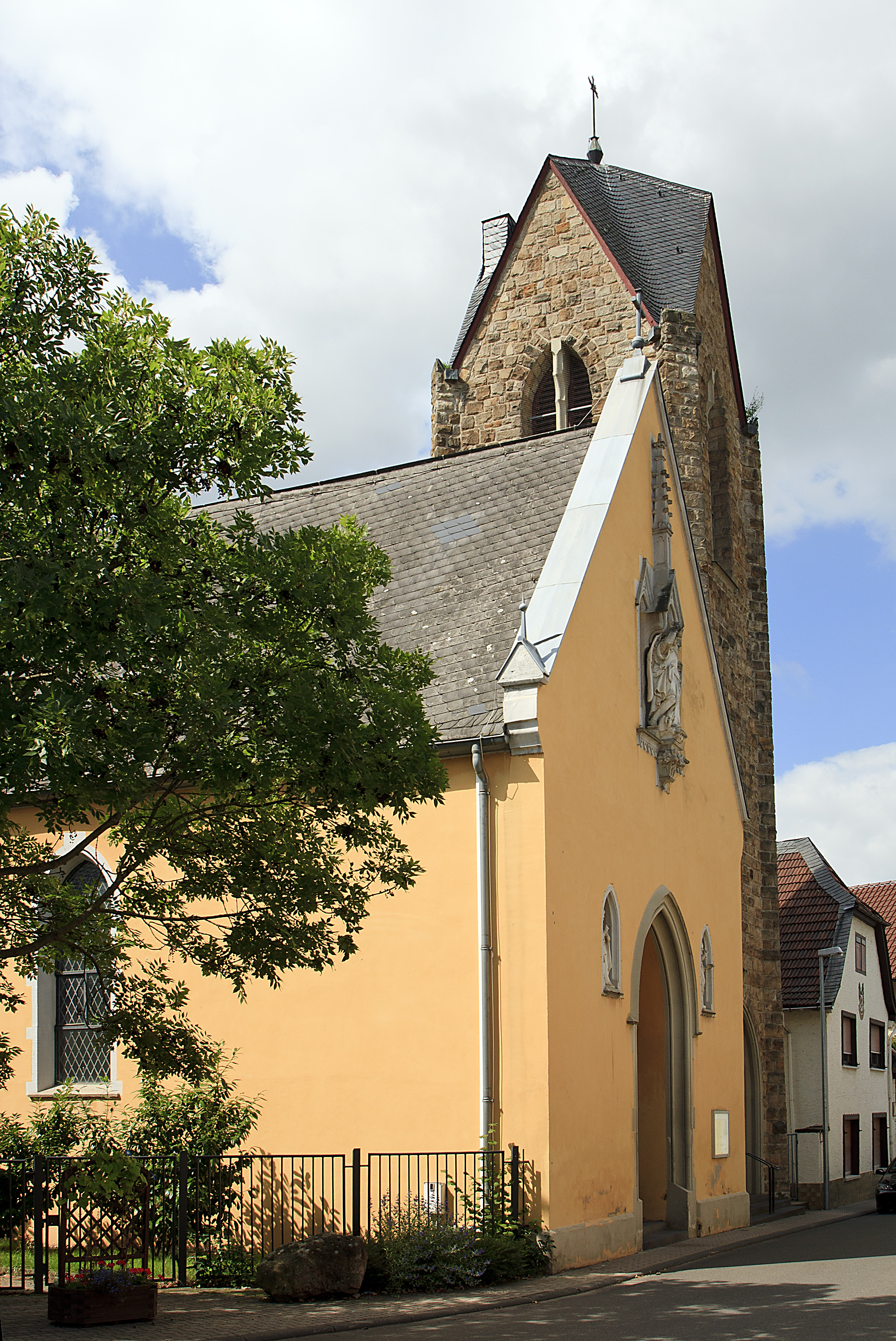
Katholische Kirche Welgesheim
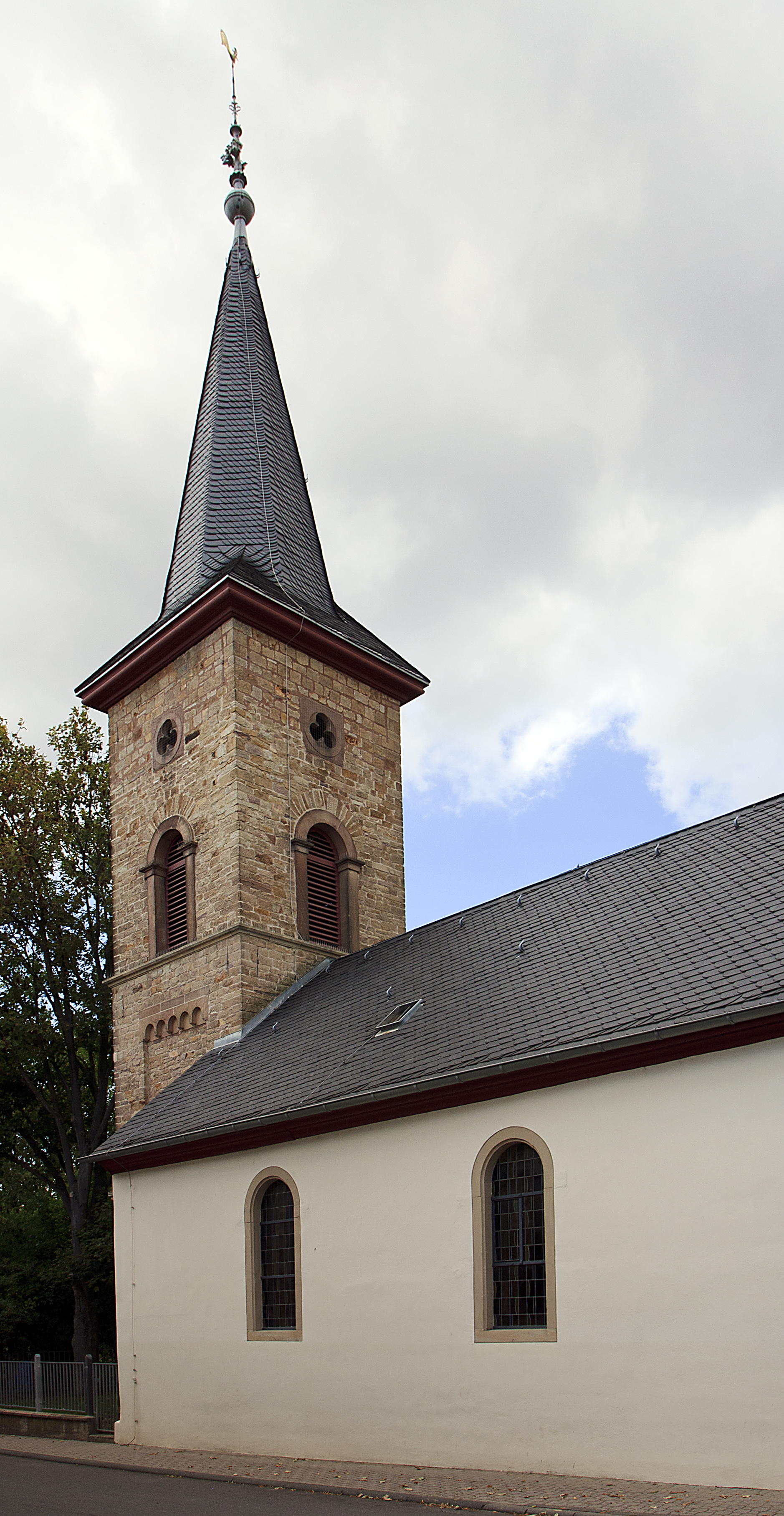
Evangelische Kirche Welgesheim
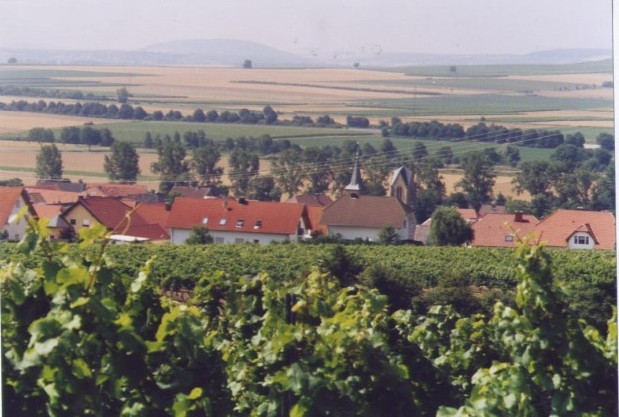
Blick über Welgesheim
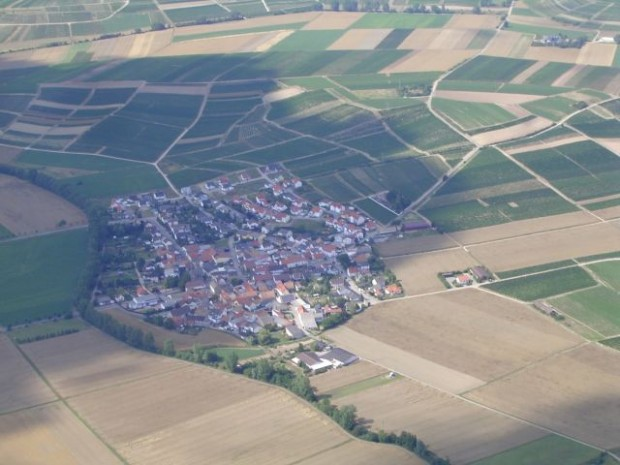
Luftaufnahme von Welgesheim

### Sport
Neben Tischtennis, Turnen, Badminton und Tanzen kann man als Welgesheimer auch Handball spielen. Die meisten tun dies in der Handball Spielgemeinschaft Zotzenheim/St.Johann/Sprendlingen.

### Ehrenbürger
- Adelbert Lukas (1939–2016),[7], Ortsbürgermeister von 1984 bis 2004, und nachfolgend bis 2016 im Gemeinderat von Welgesheim, wurde aufgrund seines überdurchschnittlichen Engagements für die Gemeinde geehrt.
- Josef Alfons Schnorrenberger (1939–2019),[8] Ortsbürgermeister von 1974 bis 1984, und nachfolgend bis 2009 im Gemeinderat, wurde aufgrund überdurchschnittliches Engagements in der Gemeinde im Jahr 2005 zum Ehrenbürger ernannt.[9]

## Wirtschaft und Infrastruktur

### Verkehr
- Die Bundesautobahn 61 verläuft durch das Gemeindegebiet. Die nächste Anschlussstelle Bad Kreuznach ist etwa 3 km entfernt.
- Welgesheim liegt im Gebiet des Rhein-Nahe-Nahverkehrsverbundes. In der Gemeinde liegt der Bahnhof Welgesheim-Zotzenheim an der Bahnstrecke Worms–Bingen Stadt. Dort halten stündlich Regionalbahnen.

### Öffentliche Einrichtungen
- Katholischer Kindergarten „Edith Stein“
- Weindorfhalle beim alten Schulgebäude (Sitz des Ortsbürgermeisters mit Ratssaal und der Gemeindebibliothek)
- Weedestubb (welche vor seinem Umbau die Freiwillige Feuerwehr beherbergte; der Name entstand im dörflichen Wortgebrauch durch die Lage am zentralen Platz in Welgesheim, dem Weedeplatz)